# Фриц Буш
Фриц Буш (на немски: Fritz Busch) е германски диригент.

## Биография
Фриц Буш е роден в Зиген, Северен Рейн-Вестфалия. Заема постове като диригент на операта в Аахен, Щутгарт и Дрезден. През 1933 г. е уволнен от поста в Дрезден заради неговата опозиция срещу нацисткото управление в Германия.
Отива да работи в Северна Америка и Скандинавия, преди да стане музикален директор на летния фестивал Глиндебърн в Англия. Остава в Глиндебърн до края на Втората световна война. След това се фокусира върху работата си в Северна Америка и Метрополитън опера в Ню Йорк.
Фриц Буш е брат на известния виолист Адолф Буш и на челиста Херман Буш.
Умира в Лондон през 1951 г.